# كاسبر كوستورز
كاسبر كوستورز هو لاعب كرة قدم بولندي يلعب كمدافع مع نادي ليجيا وارسو.